# シャルル・フーリエ
フランソワ・マリー・シャルル・フーリエ（François Marie Charles Fourier、1772年4月7日 - 1837年10月10日）は、フランスの哲学者、倫理学者、社会思想家。「空想的社会主義者」を代表する人物の一人。

## 生涯
1772年、フーリエはブザンソンで裕福な商人の家に3人の姉を持つ一人息子として生まれる。彼は幼年時代に商業そのものに対する批判感があったと言われている。しかしながら、彼が9歳の時に父を亡くし、彼は家業を継ぐためにヨーロッパを移り歩く徒弟修業を強いられる。
当時のフランス第二の都市であったリヨンに落ち着くが、1793年のリヨン包囲の混乱に巻き込まれ、投獄されたあげくに相続財産の多くを失うことになる。このときの悲惨な体験が後の思想につながっていると言われ、彼は以来、政治革命に対し根強い不信感を抱くようになる。
その後は雇われ店員や行商人を続けながら、1808年に代表的な著作である『四運動の理論』(Théorie des quatre mouvements et des destinées générales)を執筆・刊行する。この中でフーリエは、宇宙には物質的、有機的、動物的、社会的運動の4つの運動があるとし、彼は社会的運動において物質的世界におけるニュートンの万有引力の法則に匹敵する「情念引力の理論」を発見したと宣言する。
フーリエはこの情念引力論に依拠した1620人から成る農業アソシアシオン（association, 協同体）、すなわちファランジュの建設を提唱した。しかし彼の一種奇抜な著作の内容と理論は、同時代人からは嘲笑の的となり、一部の熱心な支持者や弟子を除くと、まともに理解・評価されることがなかった。その後、フーリエの最初の弟子であるジュスト・ミュイロンたちなどから、後のフーリエ主義運動が生まれることになる。
1822年、弟子のミュイロンに急かされる形であるが、以前に執筆していた『大概論』の一部を『家庭・農業アソシアシオン論』(Traité de l'association domestique-agricole)として上梓する。
1829年、『家庭・農業アソシアシオン論』の要約である『産業的協同社会的新世界』(Le Nouveau monde industriel et sociétaire)を出版するが、これもまた多くの読者を獲得するに至らなかった(ちなみに、まだ青年であったプルードンがこの書の印刷所で校訂作業に従事していた)。しかしフーリエは落胆せず、毎日正午には帰宅し、自身の思想のファランジュ建設のための資金提供者を待っていたといわれている。
晩年のフーリエはパリで過ごし、ヴィクトル・コンシデランらと集まってエコール・ソシエテール(École sociétaire)を結成。
上記以外の著作に1967年になって、シモーヌ・ドゥブー(Simone Debout)の発見、刊行により初めて出版された『愛の新世界』があるが、これはフーリエが書きとめた同じノート・草稿を元にしており、そもそも『大概論』という書を目指したものであったが、後世の者によってその草稿の一部がまとめられて発行されたものである。現在、その草稿自体はパリのフランス国立古文書館に所蔵されている。

## 思想、哲学
「社会的、動物的　有機的、物質的という四運動の理論こそ、理性の企てるべき唯一の研究であった」と考え、その立場から、過去の哲学者たちの姿勢を根本的に批判し、自らの哲学を展開する。また、それまでの哲学は、アイザック・ニュートンやゴットフリート・ライプニッツによってその諸法則が発見された、物質的運動の部門までしか到達していないのだとしている。
『四運動の理論』では、それまでの哲学、学問史を批判している。また、古今東西様々な哲学者、とくに倫理、道徳の分野で業績を残す学者たちの名前を挙げ、引用しつつ、その書物の記述を批判し、「誤謬の伝道者たち」と批判している。

フーリエは、運命について考察している。フーリエによれば、運命とは、「万有運動に関する神の数学的諸法則の、現在、過去、未来にわたる帰結である」としている。そして、万有運動は、社会的、動物的、有機的、物質的という四つの主要部門に分類されるとした上で、『四運動の理論』のはじめ、定義を述べた第一部において、それらを次のように定義している。
そして、いかなる運動の作用も、この四運動に含まれるとしている。『四運動の理論』においては、第一部解説篇の「定義と分類」においてこのことを確認した上で、運動とその根源的な原理についてのさらに詳細な分析が展開される。

また、その他にも、フーリエは「情念引力」という概念を説いている。「愛の重力理論」と呼ばれることもある。12の基礎の情念があり、その相互関係に情念引力があるという。このコンセプトは『四運動の理論』、そしてフーリエ社会思想において極めて重要な『愛の新世界』など、初期から晩年の著作まで一貫しており、後に空想的社会主義と呼ばれることになる彼の社会哲学、社会思想において、根底を支える思想となった。そしてフーリエはこう述べている。
この部分に関する具体的議論も、著書のなかで展開される重要な部分となっている。
フーリエの社会思想は主に、文明諸国民から忘却ないしは軽視されてきた二つの部門、「農業組合」と「情念引力」に関する研究を最重要視している。フーリエは、「産業主義の批判」と「理想的協同体の提案」、「自然的欲望の肯定」について詳細に研究している。当時のヨーロッパは産業革命勃興期であり、国家・政府が産業主義を推奨し、その庇護を受けた産業者(資本家)が賃金労働者をとことんまで搾取するという光景が至るところに存在した。また、そのような「国家」の暴力に対して「革命」の暴力もまた悲惨な光景を生み出していた。革命と称する破壊と暴力によって何か益を生み出すかといえば、（フーリエ自身が体験したように）財を失った多数の貧民や浮浪者、破壊されつくした街を生み出しつつあり、これでは本来の「革命」の目的からすると悪循環であった。
そこでフーリエが提案したのは「アソシアシオン」の創造（フーリエの用語で言えば「ファランジュ」）であった。その協同体は国家の支配を受けず、土地や生産手段は共有とした上で、1800人程度を単位として数百家族がひとつの協同体で共同生活をする。基本的に生活に必要なものは自給自足とする。また、労働活動を集約することで労働時間を短縮する。といった提案であった。このようなファランジュの中心には、その建物だけでも自生自立しうる「ファランステール」という集合機能と集住機能をもったパビリオンが設定された。そこまでは後の社会主義・共産主義思想に類型が認められるが、フーリエ独自の観点としてさらに「自然的欲望の肯定」と女性の権利の尊重が認められる。

## 評価
カール・マルクス、あるいはその継承者によって「空想的社会主義」と片付けられ歴史の記憶に忘れ去られようとしていたところで、フランスのシュールレアリスム系の文学者や、20世紀以降の哲学者、思想家によって再発見・再評価された。例を挙げると、思想家ではロラン・バルト、ヴァルター・ベンヤミン（パサージュ論）、ピエール・クロソウスキー、ジル・ドゥルーズ、文学者ではアンドレ・ブルトン、オクタビオ・パスなどがフーリエの文章と思想から影響を受け、あるいは賞賛した。
ちなみに、フリードリヒ・エンゲルスは自らの著作などでフーリエを「偉大な批評家」として大きく評価しており、「科学的社会主義」を標榜したマルクス・エンゲルスによってフーリエの思想が「空想的社会主義として片付けられた」という意見は、一部誤解を含むことになる。

## 邦訳著作
膨大な著作のうち、現在、日本において邦訳出版されているシャルル・フーリエの著作は以下の作品である。
- 『産業の新世界』、福島知己訳、作品社、2022年
- 『愛の新世界』、福島知己訳、作品社、2006年、増補新版2013年。
- 『四運動の理論〈上〉』、巖谷國士訳、現代思潮新社、古典文庫、2002年。
- 『四運動の理論〈下〉』、巖谷國士訳、現代思潮新社、古典文庫、2002年。
- 「産業的協同社会的新世界」、田中正人訳、『世界の名著 <続8>』、中央公論社、1975年。